# Síndrome do desconforto respiratório agudo
Síndrome do desconforto respiratório agudo ou síndrome da dificuldade respiratória aguda (SDRA), por vezes também designada ARDS (do inglês acute respiratory distress syndrome) é um tipo de insuficiência respiratória caracterizado pelo aparecimento súbito de inflamação disseminada nos pulmões. Os sintomas mais comuns são falta de ar, respiração acelerada e pele de tom azul. Entre os sobreviventes é relativamente comum a diminuição da qualidade de vida.
Entre as possíveis causas estão sepse, pancreatite, trauma físico, pneumonia e aspiração pulmonar. O mecanismo subjacente envolve lesões difusas nas células que formam a barreira dos alvéolos pulmonares, diminuição do surfactante pulmonar, activação do sistema imunitário e disfunção na regulação da coagulação sanguínea. Como resultado, a SDRA diminui a capacidade dos pulmões em realizar as trocas gasosas. O diagnóstico baseia-se numa taxa paO2 / FIO2 inferior a 300 mmHg apesar de pressão expiratória positiva superior a 5 cm H2O. Deve também ser excluído como causa edema pulmonar.
O tratamento imediato consiste em ventilação mecânica, acompanhado por tratamento das causas subjacentes. Entre as estratégias de ventilação estão a utilização de baixo volume e baixa pressão. Nos casos em que a oxigenação continua a ser insuficiente, podem ser tentadas manobra de recrutamento alveolar e bloqueadores neuromusculares. Quando isto é insuficiente, pode ser considerada oxigenação por membrana extracorporal (ECMO). A síndrome está associada a uma taxa de mortalidade de 35 a 50%.
A SDRA afeta anualmente mais de 3 milhões de pessoas em todo o mundo. A condição foi descrita pela primeira vez em 1967. Embora por vezes seja usado o termo "síndrome do desconforto respiratório do adulto" para distinguir a SDRA da síndrome do desconforto respiratório do recém-nascido, o consenso internacional é de que o termo "síndrome do desconforto respiratório agudo é o que melhor descreve a condição, uma vez que pode afetar pessoas em qualquer idade. Existem critérios de diagnóstico modificados para crianças e regiões do mundo com menos recursos.